# 日本盛酒蔵通り煉瓦館
日本盛酒蔵通り煉瓦館（にほんさかりさかぐらどおりれんがかん）は兵庫県西宮市にある、日本酒をテーマとする施設。

## 概要
日本盛のアミューズメントスポット。有料で利き酒ができ日本酒を購入できる。本格日本料理のレストラン「花さかり」、エステ、ガラス工房がある。

## 利用情報
- 煉瓦館
11:00 - 21:00 （最終入館時間 20:00）
定休日： 毎週火曜日(祝日の場合は営業)、12月31日、1月1日 　 　　 　　　　　　
※祝日がある週は休日が変更あり。

- 売店（有料試飲）
11:00 - 19:00
定休日：毎週火曜日(祝日の場合は営業)、12月31日、1月1日 　　　 　　　　　　
※祝日がある週は休日が変更あり。

- ガラス工房
10:00 - 19:00
定休日： 毎週火・水曜日(祝日の場合は営業)、12月31日、1月1日
※祝日がある週は休日が変更あり。

- レストラン「花さかり」
月 - 金： 11:30 - 14:30(LO14:00) / 17:00 - 21:00(LO20:00)
土日祝 ： 11:30 - 15:00(LO14:30) / 17:00 - 21:00(LO20:00)
定休日： 毎週火・水曜日(祝日の場合は営業)、12月31日、1月1日
※年末や祝日がある週は休日が変更あり。

## 交通アクセス
- 阪神電車 西宮駅、阪急今津線今津駅、JR西宮駅より徒歩15分